# Kazimierz Kmiecik
Kazimierz Kmiecik (Węgrzce Wielkie, 19 de setembro de 1951) é um ex-futebolista polonês. Ele competiu na Copa do Mundo FIFA de 1974, sediada na Alemanha, na qual a seleção de seu país terminou na terceira colocação dentre os 15 participantes. Atuou, entre outros, no Wisła Kraków e Larissa.
, 